# Michael Olise
Michael Akpovie Olise (Hammersmith, 21 december 2001) is een Frans voetballer die doorgaans als vleugelspeler speelt. Hij speelde voor Reading FC en Crystal Palace, voordat hij in juli 2024 voor zo'n € 60 miljoen overstapte naar Bayern München, waarmee hij in zijn eerste seizoen de Bundesliga won. Hoewel hij geboren werd in Engeland, debuteerde Olise in september 2024 in het Frans voetbalelftal.

## Clubcarrière

### Jeugd en Reading FC
Olise speelde in zijn jeugd voor Hayes & Yeading United. Later trainde hij mee in de jeugdopleiding van Arsenal FC en ging hij spelen voor Chelsea FC, waar hij op 14-jarige leeftijd vertrok. Vervolgens trainde hij kort mee bij Manchester City. Olise werd gedurende zijn jeugd gesteund door het bedrijf We Make Footballers. Hij ondertekende op 2 juli 2018 een opleidingscontract bij Reading FC. Namens deze club debuteerde Olise op 12 maart 2019 in het profvoetbal, tijdens een wedstrijd in de Championship tegen Leeds United (0–3 nederlaag) als invaller voor Modou Barrow. Aan het eind van het seizoen 2018/19 werd hij binnen de club benoemd tot Scholar of the Year. Olise tekende op 15 juli 2019 een driejarig profcontract bij Reading FC. Zijn eerste competitietreffer volgde op 19 september 2020, bij een 2–0 overwinning tegen Barnsley FC. Olise werd aan het eind van het seizoen 2020/21 benoemd tot Jonge Speler van het Jaar in de EFL Championship. Bovendien kreeg hij een plek in het Team van het Seizoen van de Championship.

### Crystal Palace
Olise tekende op 8 juli 2021 een vijfjarig contract bij Crystal Palace. Hiervoor debuteerde hij op 11 september 2021 in de Premier League, tegen Tottenham Hotspur als vervanger van Jordan Ayew vlak voor tijd. Crystal Palace won deze wedstrijd met 3–0. Olise maakte bij een 2–2 gelijkspel tegen Leicester City op 3 oktober 2021 zijn eerste doelpunt voor de club. Zodoende werd hij de jongste doelpuntenmaker ooit voor Crystal Palace in de Premier League. Zijn rake vrije trap in de blessuretijd van een 1–1 gelijkspel tegen Manchester United op 18 januari 2023 werd verkozen tot Doelpunt van de Maand in de Premier League. Olise werd op 10 april 2023 op bezoek bij Leeds United (1–5) de jongste speler ooit die drie assists uit open spel gaf in één wedstrijd in de Premier League. Naar verluidt waren Chelsea FC en Manchester City in de zomer van 2023 geïnteresseerd om hem over te nemen, maar Olise ondertekende op 17 augustus 2023 een nieuw, vierjarig contract bij Crystal Palace. In het seizoen 2023/24 kende hij blessureproblemen, maar maakte hij tien competitiedoelpunten. Voor zijn prestaties in dat seizoen werd hij bij de spelersvakbond als een van zes spelers genomineerd voor de titel Jonge Speler van het Jaar in het Engelse voetbal.

### Bayern München
Olise maakte in juli 2024 de overstap naar Bayern München, waar hij een vijfjarig contract ondertekende. Naar verluidt was bij de transfer zo'n € 60 miljoen gemoeid, een recordbedrag voor Crystal Palace. Olise debuteerde voor Bayern München op 16 augustus 2024, als invaller voor Serge Gnabry in het met 0–4 gewonnen bekerduel met SSV Ulm. Negen dagen later maakte hij zijn Bundesliga-debuut, als basisspeler bij een 2–3 zege op VfL Wolfsburg. Op 14 september 2024 volgde zijn eerste doelpunt voor Bayern München. Daarmee droeg hij bij aan een 1–6 competitiezege op Holstein Kiel. Drie dagen later was hij twee keer trefzeker bij zijn debuut in de UEFA Champions League; Bayern München won met 9–2 van Dinamo Zagreb. Voor zijn prestaties in april 2025, met één doelpunt en vier assists, werd hij benoemd tot Speler van de Maand in de Bundesliga. In het Bundesliga-seizoen 2024/25 speelde Olise mee in alle wedstrijden en leverde hij 15 assists, meer dan elke andere speler. Met ook twaalf zelfgemaakte doelpunten had hij zo in zijn eerste seizoen een belangrijk aandeel bij de landstitel die dat seizoen door Bayern München gewonnen werd. Na afloop van het seizoen werd hij benoemd tot Rookie van het Seizoen en samen met teamgenoten Dayot Upamecano, Alphonso Davies, Jamal Musiala en Harry Kane verkozen tot het Team van het Seizoen in de Bundesliga.

## Clubstatistieken
| Seizoen         | Club            | Competitie      | Competitie | Competitie | Beker | Beker | Internationaal | Internationaal | Totaal | Totaal |
| Seizoen         | Club            | Competitie      | Wed.       | Dlp.       | Wed.  | Dlp.  | Wed.           | Dlp.           | Wed.   | Dlp.   |
| --------------- | --------------- | --------------- | ---------- | ---------- | ----- | ----- | -------------- | -------------- | ------ | ------ |
| 2018/19         | Reading FC      | Championship    | 4          | 0          | 0     | 0     | —              | —              | 4      | 0      |
| 2019/20         | Reading FC      | Championship    | 19         | 0          | 4     | 0     | —              | —              | 23     | 0      |
| 2020/21         | Reading FC      | Championship    | 44         | 7          | 2     | 0     | —              | —              | 46     | 7      |
| Club totaal     | Club totaal     | Club totaal     | 67         | 7          | 6     | 0     | 0              | 0              | 73     | 7      |
| 2021/22         | Crystal Palace  | Premier League  | 26         | 2          | 5     | 2     | —              | —              | 31     | 4      |
| 2022/23         | Crystal Palace  | Premier League  | 37         | 2          | 3     | 0     | —              | —              | 40     | 2      |
| 2023/24         | Crystal Palace  | Premier League  | 19         | 10         | 0     | 0     | —              | —              | 19     | 10     |
| Club totaal     | Club totaal     | Club totaal     | 82         | 14         | 8     | 2     | 0              | 0              | 90     | 16     |
| 2024/25         | Bayern München  | Bundesliga      | 34         | 12         | 2     | 0     | 14             | 5              | 50     | 17     |
| Club totaal     | Club totaal     | Club totaal     | 34         | 12         | 2     | 0     | 14             | 5              | 50     | 17     |
| Carrière totaal | Carrière totaal | Carrière totaal | 183        | 33         | 16    | 2     | 14             | 5              | 213    | 39     |

Bijgewerkt t/m 8 juni 2025.

## Interlandcarrière
Olise maakte deel uit van verschillende Franse nationale jeugdselecties. Hij was met Frankrijk onder 21 actief op het EK –21 van 2023 in Roemenië en Georgië. Op dit toernooi maakte hij het enige doelpunt in de tweede groepswedstrijd tegen Noorwegen. Frankrijk werd in de kwartfinales uitgeschakeld door Oekraïne. Olise maakte in de zomer van 2024 deel uit van het Frans olympisch voetbalelftal dat in eigen land als tweede eindigde op de Olympische Zomerspelen. Hij kwam in iedere wedstrijd in actie en scoorde in de groepswedstrijd tegen de Verenigde Staten en in de halve finale tegen Egypte.
Olise werd op 29 augustus 2024 door bondscoach Didier Deschamps voor het eerst opgeroepen voor het Frans voetbalelftal, voor de thuiswedstrijden tegen Italië en België in de UEFA Nations League. Hij kwam in beide wedstrijden in actie. Op 23 maart 2025 maakte hij zijn eerste interlanddoelpunt bij een 2–0 overwinning tegen Kroatië in de kwartfinales van de UEFA Nations League, waarmee hij Frankrijk ondanks een 2–0 nederlaag drie dagen eerder naar de halve finales hielp. Op de eindronde in juni 2025 verloor Frankrijk met 5–4 van Spanje en eindigde het als derde door mede dankzij een doelpunt van Olise de troostfinale te winnen van gastland Duitsland (0–2).
| Interlands van Michael Olise voor Frankrijk | Interlands van Michael Olise voor Frankrijk | Interlands van Michael Olise voor Frankrijk | Interlands van Michael Olise voor Frankrijk | Interlands van Michael Olise voor Frankrijk | Interlands van Michael Olise voor Frankrijk |
| №                                           | Datum                                       | Wedstrijd                                   | Uitslag                                     | Competitie                                  | Goals                                       |
| ------------------------------------------- | ------------------------------------------- | ------------------------------------------- | ------------------------------------------- | ------------------------------------------- | ------------------------------------------- |
| 1                                           | 6 september 2024                            | Frankrijk – Italië                          | 1 – 3                                       | UEFA Nations League A 2024/25               |                                             |
| 2                                           | 9 september 2024                            | Frankrijk – België                          | 2 – 0                                       | UEFA Nations League A 2024/25               |                                             |
| 3                                           | 10 oktober 2024                             | Israël – Frankrijk                          | 1 – 4                                       | UEFA Nations League A 2024/25               |                                             |
| 4                                           | 14 november 2024                            | Frankrijk – Israël                          | 0 – 0                                       | UEFA Nations League A 2024/25               |                                             |
| 5                                           | 20 maart 2025                               | Kroatië – Frankrijk                         | 2 – 0                                       | UEFA Nations League A 2024/25               |                                             |
| 6                                           | 23 maart 2025                               | Frankrijk – Kroatië                         | 2 – 0 n.v. (5–4 pen.)                       | UEFA Nations League A 2024/25               | 52'                                         |
| 7                                           | 5 juni 2025                                 | Spanje – Frankrijk                          | 5 – 4                                       | UEFA Nations League A 2024/25               |                                             |
| 8                                           | 8 juni 2025                                 | Duitsland – Frankrijk                       | 0 – 2                                       | UEFA Nations League A 2024/25               | 84'                                         |

Bijgewerkt t/m 8 juni 2025.

## Persoonlijk en speelstijl
Olise's vader Vincent komt uit Nigeria en zijn moeder heeft een Franse en Algerijnse achtergrond. Olise werd echter geboren en groeide op in Engeland. Zijn broer Richard speelde eveneens in de jeugdopleiding van Chelsea FC. Olise's persoonlijkheid is beschreven als "stil maar nederig en erg beleefd." Olise is als linksbenige rechtsbuiten vergeleken met Arjen Robben. Door Bayern Münchens sportief directeur Christoph Freund is zijn speelstijl beschreven als "snel, listig, dreigend en aanvallend erg veelzijdig."

## Erelijst
Bayern München
- Bundesliga: 2024/25

Persoonlijk
- Bundesliga Rookie van het Seizoen: 2024/25
- EFL Championship Jonge Speler van het Seizoen: 2020/21
- Bundesliga Team van het Seizoen: 2024/25
- EFL Championship Team van het Seizoen: 2020/21
- Bundesliga Speler van de Maand: april 2025
- Premier League Doelpunt van de Maand: januari 2023
- Crystal Palace Scholar van het Jaar: 2018/19